# Manfredo della Scala
Manfredo della Scala (Verona, 1215 – Verona, 1256) è stato un religioso italiano.

## Biografia
Era figlio di Jacopino e divenne canonico della cattedrale di Verona. Grazie al consenso del signore di Verona Ezzelino da Romano, che costrinse all'esilio il vescovo in carica Iacopo di Breganze, Manfredo della Scala fu eletto nel 1252 vescovo della città, ma i canonici elettori vennero diffidati da papa Alessandro IV. Rimase in carica sino al 1255, quando venne sostituito da Gerardo Cassadoca.
Morì nel 1256.

### Successione episcopale
Alcuni storici propongono come successore di Iacopo di Breganze Manfredo della Scala, che però non compare nella cronotassi dei vescovi della Diocesi di Verona. Forse fu un vescovo intruso per opera di Ezzelino da Romano, che avrebbe tentato di sostituirlo a Iacopo. Secondo altre fonti, era contrastato da Ezzelino, che temeva la nascente potenza dei Della Scala, dei quali divenne fiero avversario.